# Marmozets
Marmozets is een Engelse rock band uit Bingley, West Yorkshire. De band ontstond in 2007 en bestaat uit Rebecca 'Becca' Macintyre (zang), Jack Bottomley (gitaar), Sam Macintyre (gitaar/zang) Will Bottomley (bass/zang) and Josh Macintyre (drum). Marmozets tekenden een contract bij Roadrunner Records in oktober 2013 en hun debuutalbum The Weird and Wonderful lag op 29 september 2014 in de rekken. Ze speelden op onder andere Rock Werchter, Pinkpop en Pukkelpop.

## Discografie

### Albums
- The weird and wonderful Marmozets, 2014
- Knowing what you know now, 2018